# 2,5-dimetiloctano
Cómo podemos ver formal enlaces clávale
El 2,5-dimetiloctano es un alcano de cadena ramificada con fórmula molecular C10H22.